# Ловелл Берґман
Ловелл Берґман (англ. Lowell Bergman; нар. 24 липня 1945) — почесний керівник відділу журналістських розслідувань «Emeritus Reva and David Logan» у Вищій школі журналістики при Університеті Каліфорнії (Берклі) та директор програми з розслідування звітності, де він викладав семінар, присвячений дослідницьким репортажам. Він також є продюсером/кореспондентом документальної серії PBS Frontline. Кар'єра Берґмана охоплює майже п'ять десятиліть, особливо як продюсер, репортер, а потім директор з питань розслідування на ABC News і як продюсер CBS News за 60 хвилин.
Історія його розслідування тютюнової індустрії була зафіксована у фільмі «Інсайдер», що номінований премією «Оскар». З 1999 по 2008 рік Берґман був кореспондентом розслідувань The New York Times. Його спеціальністю стало створення спільних дослідницьких проектів з використанням мовлення, друку та Інтернету. Берґман отримав нагороди за свою працю, включаючи Пулітцерівську премію за державну службу, присвоєну The New York Times в 2004 році за "Небезпечний бізнес", де детально описуються порушення безпеки працівників у поєднанні з систематичним порушенням екологічної безпеки, закони в чавунній каналізаційній та водопровідній промисловості. Ця історія є єдиним переможцем Пулітцерівської премії, яка також може бути визнана кожною великою нагородою в ефірі. Одержувач численних Еммі, Берґман також був удостоєний п'яти нагород Срібний та Золотий Батон Альфреда І. ДуПонт-Колумбійського університету, трьох Peabodys, премії Полк, премії Сідні Хіллман за звітність щодо праці, премії Барта Річардса за медіа-критику, Премія Національного прес-клубу «Артур Роуз» за прес-критику, дзеркальну премію Школи публічних комунікацій «Ньюкауз С.І.» в Університеті Сіракуз та премію Джеймса Медісона про свободу інформації за кар'єрне досягнення від Товариства професійних журналістів.

## Дитинство та кар'єра
Бабуся Берґмана була першим секретарем-скарбником місцевого ILGWU в Нью-Йорку; натомість, його дід був засновником. Його батьки були єврейськими іммігрантами з Східної Європи; його батько прибув з Угорщини на Кубу до Сполучених Штатів, а його мати була членом Поалу Сіону (трудова сіоністська організація).
Берґман закінчив Університет Вісконсіна-Медісон, з відзнакою з соціології та історії і був аспірантом з філософії в Каліфорнійському університеті, Сан-Дієго, де навчався під Гербертом Маркузе. У 1969 році він був одним із засновників Сан-Дієго Вільна Преса (пізніше Сан-Дієго Вуличний Журнал), альтернативна газета з кількома однокурсниками. Берґман і його студент Річард "Чорний Дік" Блекберн дали поштовх зонду, який пізніше повалив фінансову імперію Сан-Дієго С. Арнхольт Сміт, президент і генеральний директор Національного банку США в Сан-Дієго. Берґман продовжував робити свій внесок у Рампарт і Сан-Франциско. Пізніше він працював помічником редактора Rolling Stone.
У 1977 році Берґман допоміг заснувати Центр з питань розслідувальної звітності. Він був частиною команди звітів, яка продовжувала роботу репортера республіки Аризони Дона Боллеса, який був убитий в 1976 році під час розслідування земельного шахрайства, скоєного організованою злочинністю.

## Телевізійна кар'єра
З 1978 по 1983 рік Берґман був продюсером, репортером, а потім виконавчим органом, відповідальним за розслідування на ABC News. Він був одним з перших продюсерів 20/20. У 1983 році Берґман приєднався до CBS News як продюсер для тижневика 60 Minutes, де протягом 14 років він випустив понад 50 історій, починаючи від організованої злочинності, міжнародної торгівлі зброєю та незаконного обігу наркотиків до Ірану-Іраку та  війни  Перської затоки. Він також провів перші американські телевізійні інтерв'ю з ліванським керівництвом " Хезболла".
Історія розслідування Берґмана про тютюнову промисловість за 60 хвилин була опублікована у фільмі «Інсайдер» у 1999 році, в якому Берґман грав Аль Пачіно. Успіх фільму і його нібито негативна характеристика кореспондента 60 Minutes Майка Уоллеса і продюсера Дона Хьюіта призвели до віртуального чорного списку Берґмана з шоу, за словами самого Берґмана.

## Звітність на різних платформах
Перший заступник і прихильник мультимедійної моделі Берґман створив альянс між The New York Times і Frontline, залишивши мережеві новини наприкінці 1990-х. Результатом співпраці стала серія історій, включаючи енергетичну кризу Каліфорнії; війну країни з наркотиками; зростання ісламського фундаменталізму; події 11 вересня; кредитні картки та видобуток золота; полювання на "прихованих терористів" в Америці після 11 вересня; і недавні напади Аль-Каїди в Європі. Значна частина проектів отримала нагороди - друковані, мовні та онлайн. Великі вебсайти, які підготовували в значній мірі студентів на семінарі Берґмана супроводжували багато кого з цих проектів, а саме: «Таємна історія кредитної картки», «Аль-Каїда Нового фронту», «Ворог всередині», "Справжній CSI" і "News War". Спираючись на більш ніж 80 інтерв'ю з ключовими фігурами в друкованих та електронних засобах масової інформації, а також з неперевершеним доступом до деяких з найважливіших інформаційних організацій сьогодні. "News War" розглянула виклики, які стоять перед основним напрямком ЗМІ та їх реакціями. Інститут Пойнтера назвав ці сайти «яскравим прикладом того, що багато хто рекламується" конвергенція журналістики "сподіваються, що може статися з журналістикою, яка використовує сильні сторони кожного носія, щоб розповісти більш повну історію, ніж будь-які зі ЗМІ можуть сказати про себе.»
Співпрацюючи з іншими журналістами New York Times, Берґман допоміг підготувати ряд поглиблених статей, що детально описують фінансові домовленості між віце-президентом Діком Чейні та Халлібуртоном, як до, так і після виходу на пенсію, як генеральний директор цієї фірми, щоб знову увійти в політику.

## Нагороди та відзнаки
Берґман отримав найвищі нагороди як в друкованому, так і в ефірному мовленні. «New York Times» виграла Пулітцерівську премію за публічну службу 2004 року, посилаючись на роботу Девіда Барстоу і Лоуелла Берґмана, яка невпинно розглядала смерть і травми серед американських робітників і піддала роботодавцям порушення основних правил безпеки. Серія "Небезпечний бізнес", деталізувала рекорд надзвичайних порушень безпеки робітників у поєднанні з систематичним порушенням екологічного законодавства в галузі каналізації та водопроводу. Ця історія, яка з'явилася як друкована серія, так і документальний фільм, є єдиним переможцем Пулітцерівської премії, яка також повинна бути визнана кожною великою нагородою в ефірі. У травні 2006 року Берґмана назвали Ревою, а Давида Логана - видатним професором у Каліфорнійському університеті Вищої школи журналістики Берклі.
Він також є лауреатом численних еммі та інших відзнак, включаючи п'ять срібних та золотих нагород Альфреда І. дуПон-Колумбійського університету, трьох Пібоді, премії Гільдії письменників, премії споживчої журналістики Національного прес-клубу за телебачення, премії Джорджа Полка., нагороди Сідні Хіллман за трудову звітність і премії Джеймса Медісона за свободу інформації за кар'єрне досягнення від Товариства професійних журналістів.

## Академічні моменти
На додаток до того, що він є наставником майбутніх журналістів з усього світу, працюючи з ними та керуючи ними на великих дослідженнях, Берґман також служить каналом між студентськими проектами та їх публікацією в одних з найбільших країнах медіа. Проекти отримані з його слідчих семінарів звітності у Вищій школі журналістики в Університеті Каліфорнії, Берклі досягли значних аудиторій із значним впливом, виступаючи по національному телебаченню, в тому числі PBS Frontline і Frontline/World, а також АВС Nightline, CBS Вечірні новини і 60 хвилин II, і в друкованих виданнях, де студенти були головними авторами або учасниками історій, які з'явилися на сторінках The New York Times, Los Angeles Times, The Washington Post і San Francisco Chronicle, також широкому виборі журналів, а ще міжнародних та місцевих газетах. Ця робота, особливо в останні роки, продемонструвала, що розслідування, написане та створене студентами - керуючись журналістами-ветеранами - може допомогти підвищити стандарти журналістики на національному рівні. Берґман також допомагає забезпечити фінансову підтримку як від приватних донорів, так і від фондів для витрат на поїздки та дослідження, які сприяють роботі студентів.
У травні 2007 року Берґман очолив проект щодо створення трьох щорічних стипендій з розслідувальних звітів в Каліфорнійському університеті Берклі. Ця однорічна програма без будь-якої академічної установи в країні і призначена для виховання молодих журналістів, які хочуть продовжувати кар'єру в поглибленому звітуванні про державну службу, надаючи їм зарплату, пільги та редакційні вказівки. "З погіршенням економіки великих інформаційних організацій", - сказав Берґман, - "такий вид журналістики громадських інтересів, що пов'язана з трудомісткістю слідчої роботи, перебуває під загрозою, як ніколи раніше. Ці стипендії забезпечать як притулок, так і базу операцій для нового покоління журналістів-слідчих."

## Інтерв'ю
- "Дим в очі: розмова з Лоуеллом Берґманом", PBS Frontline (1999). "Існує велика різниця між усіма чоловіками президента та інсайдером", - сказав Лоуелл Берґман про порівняння фільму про Уотергейт 1976 року та нову версію Голлівуду про події, зображені у доповіді Frontline "Дим в очі". «У всіх чоловіків президента, редактори і журналісти - герої. Це не так.»[20]
- "Довгий березень через інституцію" телевізійної журналістики; Розмова з Лоуеллом Берґманом. Частина серії "Розмови з історією" Інституту міжнародних досліджень, Бернлі з Гаррі Крейслером, (2001)[21]
- 27 вересня 2006 року Берґман з'явився у звіті Colbert.[22]
- 27 лютого 2007 року Берґман дав інтерв'ю Террі Гросс з свіжого повітря WHYY про документальний фільм Frontline "News War: Secrets, Spin і Future of the News". Серія з чотирьох частин, яку Берґман співпрацював, стосується основних засобів масової інформації та політичних, правових та економічних сил, які діють на неї. Третій внесок розглядає, як тиск на прибуток і зміщення рекламних доларів впливають на бізнес новин.[11]
- 27 лютого 2007 року Берґман отримав інтерв'ю для журналу "Що відбувається з новинами?" Сегмент ринку Кай Риссдал про те, як Інтернет змінив журналістику.[23]
- 11 червня 2007 року Берґмана інтерв'ював Джордж Струмбулопулос для журналу новин CBC Television, The Hour.
- 26 січня 2009 року Берґман обговорював запису Halliburton у розмірі 560 мільйонів доларів з Міністерством юстиції та SEC для порушення Закону про корупцію в іноземних державах з урахуванням усіх речей NPR. Документальний фільм Берґмана про хабарництво в міжнародній торгівлі вийде на PBS "Frontline"  7 квітня 2009 року.[24]